# Smolensker Höhen
Die Smolensker Höhen sind ein bis 320 m hoher, sehr langgestreckter Höhenzug in Belarus und Russland.
Die Smolensker Höhen sind ein Teil der großen Osteuropäischen Ebene und die östliche Fortsetzung des Belarussischen Höhenrückens. Der Höhenzug liegt etwa zwischen Worscha und Moskau, obwohl bei der russischen Hauptstadt schon der Moskauer Höhenrücken seine östliche Fortsetzung bildet. Südwestlich dieser Metropole gehen die Smolensker Höhen nahtlos in die Mittelrussische Platte über.
Das mittelgebirgsartige Landschaftsbild der Smolensker Höhen ist gekennzeichnet durch hügelige und bergige Bereiche, durch die sich teilweise recht tief eingekerbte Flusstäler ziehen.
Der Dnepr durchfließt die Smolensker Höhen. An der Grenze zur Mittelrussischen Platte und dem Moskauer Höhenrücken entspringen unter anderem diese Flüsse: Desna, Moskwa und Ugra. Die größten Städte sind Worscha, Smolensk und Wjasma.